# Pero refna
Pero refna là một loài bướm đêm trong họ Geometridae.